# Vlekkende poederparasol
De vlekkende poederparasol (Cystolepiota hetieri) is een meercellige schimmel behorend tot de familie Agaricaceae. In eerste instantie werd de naam door Jean-Louis Émile Boudier in 1902 gepubliceerd als Lepiota hetieri. Later is de soort een aantal keren hernoemd en bij een ander geslacht ingedeeld. In 1973 heeft Rolf Singer de soort uiteindelijk ingedeeld bij het geslacht Cystolepiota.

## Verspreiding
In Nederland komt hij matig algemeen voor. Hij staat niet op de rode lijst en is niet bedreigd.